# Glutathiontransferase Omega
Glutathiontransferasen Omega (GSTO) sind Enzyme in Säugetieren, Insekten und Würmern, die Dehydroascorbinsäure und Monomethylarsenat mithilfe von Glutathion reduzieren können. Sie spielen daher eine wichtige Rolle bei der Recyclierung von Vitamin C und bei der Biotransformation von Arsenverbindungen. Im Menschen sind zwei Paraloge bekannt, die von den Genen GSTO1 und GSTO2 codiert werden. GSTO-1 kommt im Zytoplasma aller Gewebetypen vor, insbesondere aber in der Leber, den Skelettmuskeln und im Herz. GSTO-2 wird ebenso überall, aber besonders in den Hoden produziert.
Die GSTO gehören zu den Glutathion-S-Transferasen und sind dadurch charakterisiert, dass als katalytisches Zentrum ein Cystein-Rest agiert, sowie durch ihre Dehydroascorbat-Reduktase-Aktivität.
Weitere entdeckte Funktionen von GSTO-1 sind Modulierung des Ryanodin-Rezeptors und Interaktion mit Arzneistoffen, die die Freisetzung von Zytokinen hemmen.
Es gibt möglicherweise Varianten von GSTO-1, die mit amyotropher Lateralsklerose assoziiert sind, andere erhöhen das Risiko für Brustkrebs, weitere gehen mit zerebraler Atherosklerose einher. GSTO-1 ist ein möglicher Kandidat als Ursache für das Phänomen der Platinresistenz.

## Katalysierte Reaktionen
+ 2GSH  {\displaystyle \longrightarrow }   + GSSG
Dehydroascorbinsäure wird zu Ascorbinsäure reduziert, während Glutathion zu Glutathiondisulfid oxidiert wird.